# أشلي شيلدز
أشلي شيلدز (بالإنجليزية: Ashley Shields) مواليد 5 يوليو 1985 في ممفيس، هي لاعبة كرة سلة أمريكية. بدأت مسيرتها الاحترافية في سنة 2007. تم اختيارها من قبل فريق هيوستن كومتز خلال الدرافت. وتحمل الرقم 3. يبلغ طولها 5 قدم 10 بوصة (1.8 م). فازت بلقب دوري المحترفات. لعبت مع هيوستن كومتز في موسم 2007–2008، ثم لعبت مع ديترويت شوك في سنة 2008.

## روابط خارجية
- أشلي شيلدز على موقع الاتحاد الوطني لكرة السلة النسائية (الإنجليزية)
- أشلي شيلدز على موقع كرة السلة الأوروبية.كوم (الإنجليزية)
- أشلي شيلدز على موقع كلية كرة السلة في سبورتس رفرنس.كوم (الإنجليزية)
- أشلي شيلدز على موقع بروبوليرز (الإنجليزية)
- أشلي شيلدز على موقع سبورتس رفرنس (الإنجليزية)